# Palásthy György
Palásthy György (Esztergom, 1931. január 12. – Budapest, 2012. április 16.) Balázs Béla-díjas magyar filmrendező, forgatókönyvíró.

## Életpályája
Szülei Palásthy Sándor és Blahovics Anna voltak. Elektrotechnikusi tanulmányokat folytatott, amikor 16 éves korában megnyert egy irodalmi pályázatot. 1950-ben felvették a Színház- és Filmművészeti Főiskolára, ahol 1954-ben végzett filmrendezői szakon. Ezután a Mafilm munkatársa lett. Első munkája az 1959-ben készült Kölyök című film forgatókönyve volt. Az 1959-ben alakult Balázs Béla Stúdió egyik első vezetője lett. 1960–tól a Magyar Televíziónak is dolgozott. 1961-ben a Mindenki ártatlan? című játékfilm volt első önálló rendezése. 1962-ben házasságot kötött Dávid Ilonával. Három gyermekük született: Ágnes (1954), György (1958) és Beáta (1963). 1969-től rendezett gyermekfilmeket. A Filmművészeti Szövetség elnökségi tagja volt.

## Filmjei

### Rendezőként

#### Játékfilmek
- Ugyanaz férfiban (1954)
- Irány Varsó (1955)
- Egy régi villamos (1960)
- Mindenki ártatlan? (1961)
- Meztelen diplomata (1963) (forgatókönyvíró is)
- Másfélmillió (1964) (forgatókönyvíró is)
- Ketten haltak meg (1966)
- Sok hűség semmiért (1966)
- Az özvegy és a százados (1967)
- Segítség, lógok (1967)
- Hazai pálya (1968)
- Az örökös (1969)
- A varázsló (1969)
- Hahó, Öcsi! (1971)
- Hahó, a tenger! (1971)
- Egy srác fehér lovon (1973) (forgatókönyvíró is)
- Kopjások (1975) (forgatókönyvíró is)
- Tótágas (1976)
- Égigérő fű (1979)
- A szeleburdi család (1981) (forgatókönyvíró is)
- Az élet muzsikája - Kálmán Imre (1984)
- Szeleburdi vakáció (1987) (forgatókönyvíró is)
- Retúr (1997) (forgatókönyvíró is)
- A szalmabábuk lázadása (2001)

#### Tévéfilmek
- Bors (1968)
- Antonius és Gugyerák (1970)
- Második otthonunk (1977-1978)

- Az SZTK (1977)
- Az áruház (1977)
- A munkahely (1978)
- Vakáció a halott utcában (1979)
- Szeplős Veronika (1980)
- Családi kör (1980-1981) (forgatókönyvíró is)
- A 78-as körzet (tv-sorozat, 1982)
- Gül Baba (1986)
- S.O.S. Szobafogság! (1987)

### Forgatókönyvíróként
- Kölyök (1959)
- Alba Regia (1961)
- Tilos a szerelem (1965)
- VII. Olivér (1969)

### Színészként
- Történetek a magyar filmről VI. (1996)

## Díjai, elismerései
- Balázs Béla-díj (1970)
- A gijóni gyermekfilmfesztivál nagydíja (1970)
- Érdemes művész (1977)
- Giffoni Valle Piane-i fődíj (1982)
- A filmszemle életműdíja (2001)